# Hi-Tek
Hi-Tek, pseudonimo di Tony Cottrell (Cincinnati, 5 maggio 1976), è un rapper, disc jockey e produttore discografico statunitense, noto principalmente per i suoi lavori nel duo Reflection Eternal e come producer nell'album Mos Def & Talib Kweli are Black Star.
Ha collaborato, tra gli altri, con 50 Cent, Anderson Paak, Big L, Black Star, Busta Rhymes, Nas, Common, Cormega, Dead Prez, Ghostface Killah, Mos Def, Slum Village, Snoop Dogg, The Game e Xzibit.
Nel 1997 produce diverse tracce di Doom, album d'esordio dei Mood.

## Discografia
Album in studio
- 2000 - Train of Thought (con Talib Kweli come Reflection Eternal)
- 2001 - Hi-Teknology
- 2006 - Hi-Teknology²: The Chip
- 2007 - Hi-Teknology 3
- 2010 - Revolutions per Minute (con Talib Kweli come Reflection Eternal)

Raccolte
- 2006 - Greatest Hits - The Mixtape

Mixtape
- 2009 - The RE:Union (con Talib Kweli come Reflection Eternal)